# 톰 굿맨힐
톰 굿맨힐(영어: Tom Goodman-Hill, 1968년 ~ )은 잉글랜드의 배우이다. 배우 제시카 레인의 남편이다.

## 출연 작품
- 워 빌로우 (2021)
- 웨어 핸즈 터치 (2018)
- 휴먼스 시즌1 (2015)
- 에베레스트 (2015)
- 다운 도그 (2014)
- 미스터 셀프리지 시즌2 (2014)
- 이미테이션 게임 (2014)
- 열세 번째 이야기 (2013)
- 미스터 셀프리지 시즌1 (2013)
- 샬레이걸 (2011)
- 글로리어스 39 (2009)
- 제인 오스틴의 후회 (2008)
- 더 데블스 호어 (2008)
- 기디온의 딸 (2005)
- 나의 특별한 동물 친구들 (2005)
- 아이디얼 (2005)
- 젠틀맨 리그 (2003)
- 잃어버린 세계 (2001)